# Hang Damlataş

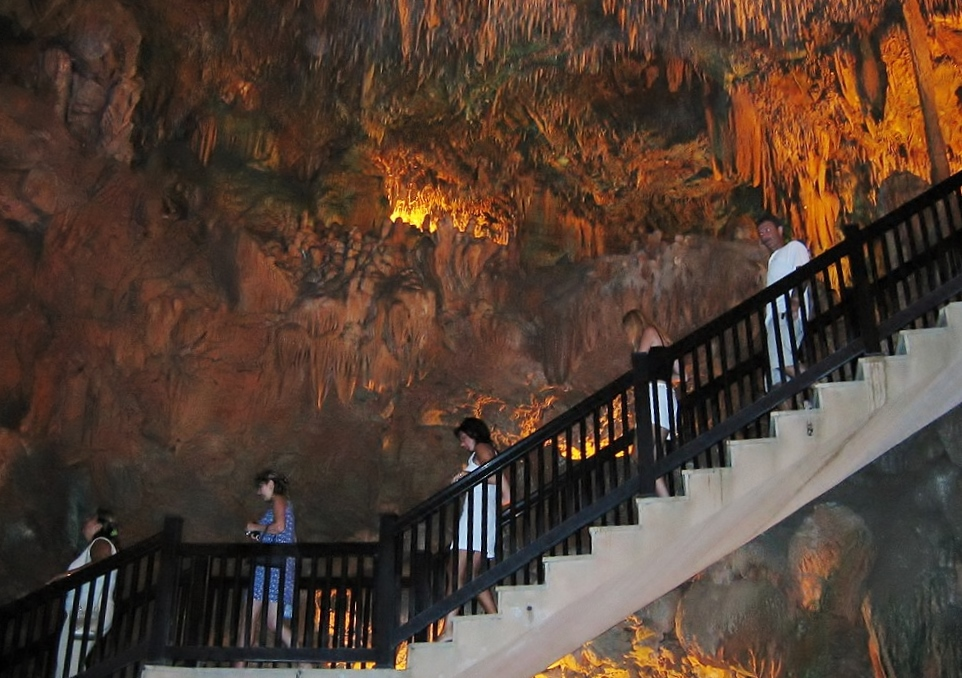
Thang leo vào hang.

Hang Damlataş (tiếng Thổ Nhĩ Kỳ: Damlataş Mağarası) là một hang động ở huyện Alanya tỉnh Antalya, ở miền nam Thổ Nhĩ Kỳ.

## Vị trí
Các hang động nằm ở phía tây của lâu đài Alanya trên bờ biển Địa Trung Hải trong kết cấu đô thị của Alanya. khoảng cách của nó đến trung tâm thành phố Alanya là 3 km (1,9 mi), và đến Antalya là 124 km (77 dặm). Lối vào của hang động đối diện với bãi biển.

## Lịch sử
Các hang động được phát hiện tình cờ trong các hoạt động khai thác khoáng sản tại mỏ đá sử dụng cho việc xây dựng các Alanya Harbor vào năm 1948. Sau nghiên cứu sơ bộ của hai nhà địa chất, nó mở cửa cho công chúng.

## Các hang động
Một hang hình trụ dài 45–50 m và cao 15 m dẫn đến tầng hầm của các hang động. Các hang động đầy thạch nhũ và măng đá được hình thành trong mười lăm nghìn năm. Các hang động có diện tích 180-200 m2 và thể tích tổng cộng khoảng 2.500 m3 ở hai cấp độ.
Không khí trong hang động có chứa tỷ lệ tương đối cao của cacbon dioxide, khoảng 10 đến 12 lần so với trong không khí bình thường, và có độ ẩm 95%. Nhiệt độ không khí là 22-23 °C (72-73 °F) phụ thuộc vào mùa.